# Return to the Void
Return to the Void (englisch Rückkehr in die Leere) ist ein Album der finnischen Funeral-Doom-Band Shape of Despair.

## Geschichte
Return to the Void entstand in einem Zeitraum mehrerer Jahre. Jarno Salomaa schrieb laut Sängerin Natalie Koskinen einen Teil der enthaltenen Titel für andere für andere Projekte unter seiner Beteiligung. Er habe jedoch festgestellt, dass die geschriebenen Stücke besser für Shape of Despair geeignet seien. Die Arrangements wurden dann von der Band in Kooperation ausgearbeitet. Der Schlagzeuger Samu Ruotsalainen übernahm die Aufgabe der Abmischung. Das Mastering hingegen der Toningenieur Svante Torbjörn Forsbäck. Exakte Zeiträume für Entstehung, Aufnahme und technische Aufarbeitung des Albums gab die Band nicht an.
Die Gruppe bestand zum Zeitpunkt der Aufnahme und Veröffentlichung in einer seit Jahren konstanten Besetzung aus dem Bandkopf, Gitarristen und Keyboarder Jarno Salomaa, dem Gitarristen Tomi Ullgrén, dem The-Beauty-and-the-Beast-Gesangsduo Natalie Koskinen und Henri Koivula, dem Schlagzeuger Samu Ruotsalainen und dem Bassisten Sami Uusitalo.

## Albuminformationen
Return to the Void ist das fünfte Studioalbum der Band. Das am 25. Februar 2022 über Season of Mist und Fono Ltd. veröffentlichte Album enthält sechs separate Stücke, die eine Gesamtspielzeit von 57:15 Minuten haben. Die Gestaltung übernahm Mariusz Krystew.

### Stil
auf Return to the Void spielt Shape of Despair, wie auf vorherigen Veröffentlichungen einen melodiösen Funeral Doom mit „Pop-Melodien, die durch die tiefen und schleppenden Doom-Riffs als solche kaum noch zu erkennen sind“ und einer Beauty-and-the-Beast-Gesangspaarung. Der Rhythmus bleibt dabei dem Genre entsprechend konstant langsam und als „schaurig“ wahrgenommenes Growling wird mit „wunderschönem, kaskadenartigem Gesang von Natalie Koskinen“ gepaart. Dabei wird das Album in Relation zu Veröffentlichungen von My Dying Bride, Collapse of Light, Funeral, Evoken, Skepticism und Unholy gesetzt. „Die Instrumentierung ist spärlich, aber bombastisch. Monoton, erdrückend und schwermütig“ gehen die Stücke dabei ineinander über. Das Gitarrenspiel changiert zwischen erdrückenden Funeral-Doom-Riffs, düsteren Gitarrenspuren die „anschwellen und ein Requiem für die Toten weben“ und einer Leadgitarre die mit Koskinen „für ein ästhetisches Erlebnis“ sorge.
Damit wurde Return to the Void als Rückbesinnung auf frühe Veröffentlichungen wahrgenommen. Einflüsse des Post-Rock, die auf Monotony Fields zu vernehmen waren, sind auf Return to the Void „nicht mehr“ auszumachen „und die zuletzt im Mittelpunkt gestandenen Keyboards spielen nur noch eine Nebenrolle.“

### Titelliste
1. Return to the Void: 09:13
2. Dissolution: 08:59
3. Solitary Downfall: 11:05
4. Reflection in Slow Time: 08:08
5. Forfeit: 07:59
6. The Inner Desolation: 11:47

## Wahrnehmung
Die Rezeption des Albums fiel überwiegend positiv aus. Von ‚Flohfish‘ wurde in einer für Betreutes Proggen verfassten Rezension bemängelt, dass „es den Stücken auf ‘Return To The Void’ ganz eindeutig an Spannungsbögen und Abwechslungsreichtum“ mangele. Ähnlich urteilte ‚Steel Druhm‘ für Angry Metal Guy. Das Return to the Void sei zwar eine weitere „kompetente Veröffentlichung von Shape of Despair, aber sie [sei] durch eine Flut von viel zu ähnlichen Sounds und Stimmungen gebremst.“ So mangele es dem Album an „Dynamik und Durchschlagskraft“. Alexander Santel schrieb ähnlich kritisch für Metal.de, dass frühere Alben „teils mehr Eigenständigkeit und Mut“ sowie „die besseren Songs“ aufgewiesen hätten. „Fans des Genres [könnten] sich freuen, dass die legendären Shape of Despair ein weiteres großartiges Album veröffentlichen“ schrieb Jared für Metal Utopia, der sich allerdings ein vielseitigeres und weniger dem Funeral Doom zuzurechnendes Album der Band gewünscht hätte. Dass die Band mit Return to the Void „ihren Zenit offenbar überschritten“ hätten mutmaßte Stephan Rajchl für Metal1.info:

„Obwohl ‚Return To The Void‘ mit seinem eher unspektakulären Songwriting, seinem recht schwachen Sound und seinem etwas verschlafenen Gesangsduett eine gewisse Enttäuschung nach sich zieht, ist hier jedoch nicht von einem missglückten Album zu sprechen.“

Als eine „Quintessenz für Fans des Funeral Doom“ beschrieb hingegen Jack Terry vom Webzine Distorted Sound das Album, dass zwar „nichts Bahnbrechendes“ im Genre bereithalte, aber die „etablierten Merkmale und auf einem tadellosen Standard“ abarbeite. Entsprechend weise Return tu the Void „alles, was Funeral Doom so herrlich hoffnungsfern“ gestalte aus resümierte Björn Springorum vom Metal Hammer: „Bleierne Schwere in den Knochen, glaziales Tempo, funebre Erhabenheit im Angesicht des sicheren Todes und zum Sterben schöne Melodien.“ Entsprechend urteilte Jürgen S. für Time for Metal, dass das Album, in Abgrenzung des Genres zu anderen Spielweisen regulären Metal, das „[f]ür manche vielleicht schwer verdauliche Kost [sei], für den Funeral Doom Fan [hingegen] ein Erlebnis [darstelle]!“ In der mit Höchstbewertung resultierenden Besprechung von Maxen für Grimm Gent Return to the Void resümierte auch dieser, dass Shape of Despair mit Return to the Void „über sich hinausgewachsen“ sei, „die Essenz des Funeral Doom herauf[beschwöre] und […] den Hörer in Verzweiflung und Melancholie ertrinken“ lasse.